# 北九州市立永犬丸小学校
北九州市立永犬丸小学校（きたきゅうしゅうしりつえいのまるしょうがっこう）は、福岡県北九州市八幡西区にある公立小学校。通称「永小」（えいしょう）。

## 概要
福岡県の永犬丸駅付近にある公立小学校である。
2019年（平成31年 / 令和元年）から、市の一部教科担任制・担任副担任制の方針により、北九州市内の市立小学校で十数校のうちの一校として、永犬丸小学校も制度を実施（制度施行）した。

## 沿革
- 1962年（昭和37年） - 八幡市立上津役小学校（現 北九州市立上津役小学校）、八幡市立穴生小学校（現 北九州市立穴生小学校）、八幡市立則松小学校（現 北九州市立則松小学校）の三校から分離し、八幡市立永犬丸小学校として開校。開校式挙行。第一回入学式挙行。
- 1963年（昭和38年） - 五市対等合併[1]により、北九州市設置。それに伴い北九州市立永犬丸小学校に改称。
- 2019年（平成31年 / 令和元年）
  - 4月 - 一部教科担任制・担任副担任制施行。
  - 8月21日 - 第７回全日本小中学生ダンスコンクール九州大会にて金賞受賞（チーム名：永小スマイルキラーズ）[2]

## クラブ活動
- 昔遊び（文化・ふれあい）
- 家庭科
- 図工・イラスト
- 将棋・オセロ
- 読書
- パソコン
- スポレク
- バスケ
- ダンス
- バドミントン

## 委員会活動
- 図書委員会
- 環境委員会
- ボランティア委員会
- 給食委員会
- 保健委員会
- 生き物委員会

## 交通アクセス
- 筑豊電気鉄道永犬丸駅
- 西鉄バス北九州筑鉄永犬丸バス停 および 八幡南高校下バス停

## 周辺
- 福岡県立八幡南高等学校
- 北九州市立永犬丸中学校
- 第二文化幼稚園
- 永犬丸放課後児童クラブ
- 八幡永犬丸郵便局